# Bell City
Bell City – miejscowość w stanie Missouri w Stanach Zjednoczonych.